# Roland Blanche
Pour les articles homonymes, voir Blanche.
Roland Blanche est un acteur français né le 31 décembre 1943 à Choisy-le-Roi (Val-de-Marne) et mort le 13 septembre 1999 à Thiais (Val-de-Marne).

## Biographie
Fils de chaudronnier, il joue au théâtre de Choisy-Le-Roi dès l'âge de 10 ans. Il entre au Cours Simon mais ses professeurs le dissuadent de se présenter au concours d'entrée au Conservatoire d'Art dramatique de Paris. Il arrête le théâtre pendant dix ans, entre 19 et 29 ans, pour devenir sacristain au temple de Boulogne-Billancourt, il s’occupe de scouts protestants et joue de l’harmonium.
Au cinéma, Roland Blanche a souvent interprété des seconds rôles de « mal rasé » antipathique. Ses interprétations dans des films à succès sont restées remarquées par son style et son physique très caractéristiques.
Il a en particulier joué dans trois films et douze pièces de Jean-Michel Ribes.
En 1994, il est récompensé par le Molière du comédien dans un second rôle dans La Résistible Ascension d'Arturo Ui de Bertolt Brecht pour son rôle de Roma.
Il était le père de trois enfants. Le film Salsa lui est dédié.
Mort d'une crise cardiaque, il est inhumé au cimetière communal de Thiais (Val-de-Marne).

## Filmographie

### Cinéma
- 1965 : Cent Briques et des tuiles de Pierre Grimblat : Curly
- 1972 : L'Attentat de Yves Boisset
- 1973 : R.A.S. de Yves Boisset : Sergent Lebel
- 1974 : Vous intéressez-vous à la chose ? de Jacques Baratier : Alexandre
- 1974 : French Connection 2  de John Frankenheimer : L'homme arrêté
- 1975 : Mort d'un guide de Jacques Ertaud : Pierre Taconnza
- 1976 : La Question de Laurent Heynemann : Derida
- 1976 : La Première fois de Claude Berri : Robert
- 1976 : Lâche-moi les valseuses d'Alain Nauroy : Roland
- 1977 : Le Juge Fayard dit « le Shériff » de Yves Boisset : Paul "Paulo" Lecourtois
- 1977 : Le passé simple de Michel Drach : Le locataire
- 1977 : Aurais dû faire gaffe, le choc est terrible de Jean-Henri Meunier : Bijou
- 1978 : Mais ou et donc Ornicar de Bertrand van Effenterre : Pablo
- 1978 : Le Dernier Amant romantique de Just Jaeckin : Bianco, le clown blanc
- 1978 : 92 minutes de la journée d'hier de Carsten Brandt
- 1978 : Collections privées de Just Jaeckin dans le sketch : L'île aux sirènes
- 1978 : Ils sont grands, ces petits de Joël Santoni : L'égoutier
- 1978 : Démons de midi de Christian Paureilhe : Un routier
- 1979 : Le Mors aux dents de Laurent Heynemann : Aristote Vassiliadès, dit "Le Grec"
- 1979 : I… comme Icare de Henri Verneuil : Garcia Santos
- 1979 : Le Pull-over rouge de Michel Drach : L'inspecteur Couderc
- 1979 : Rien ne va plus de Jean-Michel Ribes : Le paysan/André Rativier/Le garçon de café
- 1980 : La Femme flic de Yves Boisset : L'inspecteur Roc
- 1980 : La Bande du Rex de Jean-Henri Meunier : Kanter
- 1980 : Fred Nauer préfère la bière - court métrage - de Pierre Wallon
- 1981 : Du blues dans la tête d'Hervé Palud : le garagiste
- 1981 : Le choix des armes de Alain Corneau : Fernand
- 1982 : Il faut tuer Birgit Haas de Laurent Heynemann : Othenin
- 1982 : Le rat - court métrage - de Élisabeth Huppert
- 1982 : Bluff - court métrage - de Philippe Bensoussan
- 1982 : Danton de Andrzej Wajda : Lacroix
- 1982 : En cas de guerre mondiale, je file à l'étranger de Jacques Ardouin : Le premier écrivain
- 1982 : Privé de femme - court métrage - de Anne Bocrie
- 1982 : Le dernier jour - court métrage - de Jacques Cortal
- 1982 : Tir groupé de Jean-Claude Missiaen : Michel Poubennec
- 1982 : Transit de Takis Candilis - Film resté inédit.
- 1983 : Équateur de Serge Gainsbourg
- 1983 : Les Compères de Francis Veber : Jeannot
- 1984 : Signé Charlotte de Caroline Huppert : Le représentant
- 1984 : La Triche de Yannick Bellon : Manuel Garcia
- 1984 : La Femme ivoire de Dominique Cheminal : Le docteur
- 1984 : Cinématon no 616 - court métrage - de Gérard Courant
- 1985 : Visage de chien de Jacek Gasiorowski : Jules
- 1985 : Ca n'arrive qu'à moi de Francis Perrin : Le facteur
- 1985 : Le Pactole de Jean-Pierre Mocky : Bandin
- 1985 : Le Quatrième Pouvoir de Serge Leroy : Andre Villechaise
- 1985 : Diesel de Robert Kramer : Zilber
- 1985 : La Galette du roi de Jean-Michel Ribes : Le pilote de l'avion
- 1985 : Incognito - court métrage - de Jean Sacuto
- 1986 : Paulette, la pauvre petite milliardaire de Claude Confortès : Albert-Henri
- 1986 : Twist again à Moscou de Jean-Marie Poiré : Sergueï Lentiev
- 1986 : Les Fugitifs de Francis Veber : Idriss
- 1986 : Yiddish Connection de Paul Boujenah : Franco
- 1986 : Le goûter chez Niels - court métrage - de Didier Martiny
- 1986 : Le Miraculé de Jean-Pierre Mocky : Plombie
- 1987 : Saxo de Ariel Zeitoun : Raphaël Scorpio
- 1987 : La Comédie du travail de Luc Moullet : Benoît Constant
- 1987 : Les Saisons du plaisir de Jean-Pierre Mocky : Gus Sirocco
- 1987 : 36-15 - court métrage - de Frédéric de Nexon
- 1988 : La Soule de Michel Sibra : Gauberlin
- 1988 : L'Otage de l'Europe "Jeniec Europy" de Jerzy Kawalerowicz : Napoléon
- 1988 : Une nuit à l'Assemblée nationale de Jean-Pierre Mocky : Marius Agnello
- 1989 : Trop belle pour toi de Bertrand Blier : Marcello
- 1990 : Nikita de Luc Besson : Le flic de l'interrogatoire
- 1990 : Le Cri des hommes de Okacha Touita
- 1991 : Lune froide de Patrick Bouchitey : L'accoudé
- 1991 : Cherokee de Pascal Ortega : Bock
- 1991 : Une époque formidable… de Gérard Jugnot : Copi
- 1991 : Loulou Graffiti de Christian Lejalé : Le curé
- 1991 : La méthode Barnol - court métrage - de Jean-Pierre Mocky
- 1991 : Blood runners - court métrage - de Steven Vidler (en)
- 1992 : Justinien Trouvé ou le Bâtard de Dieu de Christian Fechner : Galine
- 1992 : Bonsoir de Jean-Pierre Mocky : De Tournefort
- 1992 : Hélas pour moi de Jean-Luc Godard : Le professeur de dessin/Le libraire
- 1993 : Elles ne pensent qu'à ça... de Charlotte Dubreuil : Mario
- 1993 : Chacun pour toi de Jean-Michel Ribes : Roland
- 1995 : Les Caprices d'un fleuve de Bernard Giraudeau : monsieur Denis
- 1996 : Beaumarchais, l'insolent de Édouard Molinaro : Charles Thévenot De Morande
- 1996 : Hercule et Sherlock de Jeannot Szwarc : Antoine Morand
- 1996 : Bernie de Albert Dupontel : Donald Willis
- 1996 : Le Jaguar de Francis Veber : Moulin
- 1997 : Robin des mers de Jean-Pierre Mocky : Baudry
- 2000 : Salsa de Joyce Sherman Buñuel : Henry

### Télévision
- 1981 : Julien Fontanes, magistrat, épisode La Dernière Haie de François Dupont-Midi
- 1983 : Elle voulait faire du cinéma de Caroline Huppert
- 1984 : Série noire : Un chien écrasé de Daniel Duval
- 1987 : Série noire : Lorfou de Daniel Duval
- 1982 : Le Chef de famille de Nina Companeez
- 1982 : Les Prédateurs de Jeanne Labrune
- 1982 : Médecins de nuit de Jean-Pierre Prévost, épisode : Le Mensonge (série télévisée)
- 1982 : L'Apprentissage de la ville de Caroline Huppert
- 1984 : La Digue de Jeanne Labrune
- 1991 : La Méthode Barnol court métrage de Jean-Pierre Mocky (diffusé dans la collection Myster Mocky présente, sur 13e rue)
- 1992 : Maigret (Épisode "Maigret et la nuit du carrefour") d'Alain Tasma
- 1993 : L'Affaire Seznec d'Yves Boisset
- 1994 : Le Fils du cordonnier de Hervé Baslé: Jules
- 1996 : Les Feux de la Saint-Jean de François Luciani
- 1997 : Entre terre et mer de Hervé Baslé: Joseph Le Reculou, le capitaine
- 1998 : Le Comte de Monte-Cristo mini-série de Josée Dayan : Caderousse
- 1999 : Dessine-moi un jouet de Hervé Baslé
- 1999 : Balzac de Josée Dayan
- 1999 : Le P'tit Bleu de François Vautier

## Théâtre
- 1969 : Le Menteur de Carlo Goldoni, mise en scène Marcelle Tassencourt, Théâtre de la Renaissance
- 1971 : Hommes de John Herbert, mise en scène René Dupuy, Théâtre de l'Athénée
- 1974 : L'Odyssée pour une tasse de thé de Jean-Michel Ribes, mise en scène de l'auteur, Théâtre de la Ville
- 1975 : La Poisson de René Gaudy, mise en scène Michel Berto, Théâtre Paul Éluard Choisy-le-Roi
- 1975 : Dieu le veut de Jean-Michel Ribes, mise en scène de l'auteur, Festival d'Avignon
- 1975 : On loge la nuit-café à l'eau de Jean-Michel Ribes, mise en scène de l'auteur, Festival du Marais Hôtel de Donon, Espace Pierre Cardin
- 1975 : Omphalos Hotel de Jean-Michel Ribes, mise en scène Michel Berto, Théâtre national de Chaillot
- 1976 : Sarcelles-sur-mer de Jean-Pierre Bisson, mise en scène de l'auteur et Catherine Margerit, Théâtre de Nice
- 1978 : L'Étourdi de Molière, mise en scène Jean-Louis Thamin, Nouveau Théâtre de Nice
- 1980 : Le Loup-Garou de Roger Vitrac, mise en scène Romain Weingarten, Théâtre Saint-Georges
- 1984 : La Nuit des assassins de José Triana, mise en scène de l'auteur et Philippe Noël, Théâtre Déjazet
- 1984 : L'Ouest, le vrai de Sam Shepard, mise en scène Jean-Michel Ribes & Luc Béraud, Théâtre de l'Athénée Louis-Jouvet, Théâtre de la Madeleine en 1985
- 1985 : L'Ouest, le vrai de Sam Shepard, mise en scène Jean-Michel Ribes & Luc Béraud, Théâtre des Célestins, tournée
- 1987 : L'Anniversaire d'Harold Pinter, mise en scène Jean-Michel Ribes, Théâtre Tristan Bernard
- 1990 : La Cuisse du steward de et mise en scène Jean-Michel Ribes, Théâtre de la Renaissance
- 1990 : Tout contre un petit bois de et mise en scène Jean-Michel Ribes, Théâtre de la Renaissance
- 1991 : Le Temps et la chambre de Botho Strauss, mise en scène Patrice Chéreau, Odéon-Théâtre de l'Europe
- 1993 : La Résistible Ascension d'Arturo Ui de Bertolt Brecht, mise en scène Jérôme Savary, Théâtre national de Chaillot
- 1995 : Le Tartuffe de Molière, mise en scène Jacques Weber, Théâtre de Nice, Théâtre des Célestins, Théâtre Antoine
- 1998 : Dialogue en ré majeur de Javier Tomeo, mise en scène Ariel Garcia-Valdès, Odéon-Théâtre de l'Europe, Théâtre de Nice
- 1999 : Teddy de Jean-Louis Bourdon, mise en scène Jean-Michel Ribes, Théâtre de Poche-Montparnasse

## Distinctions

### Récompense
- Molières 1994 : Molière du comédien dans un second rôle pour La Résistible Ascension d'Arturo Ui

### Nominations
- César 1990 : César du meilleur acteur dans un second rôle pour Trop belle pour toi
- Molières 1999 : Molière du comédien pour Tedy